# Apollinaire Compaoré
Appolinaire T. Compaoré est un entrepreneur et personnalité Burkinabé du monde des affaires.

## Biographie

### Enfance, éducation et débuts
Autodidacte, issu d'une famille paysanne démunie, Appolinaire Timpiga Compaoré entame sa vie professionnelle en 1968, comme employé de maison, à 1.500 FCFA par mois, puis vendeur de billets de loterie. Dès 1970, devenu revendeur, grossiste de billets et partenaire de la loterie nationale, sous-traitant lui-même à des vendeurs, il commence à accumuler un capital qui, début 1973, atteint 750.000 FCFA.
Apollinaire Compaoré s'oriente alors vers l'achat et la revente de motos, puis, en 1978, fonde la société Volta Moto, devenue plus tard Burkina Moto, qui commercialise, et bientôt représente, les marques Kawasaki et Yamaha, ainsi que les pneus Bridgestones[réf. nécessaire].

### Carrière
Apollinaire Compaoré dirige le groupe multisectoriel Planor Afrique, avec une holding regroupant une quinzaine de sociétés présentes au Burkina Faso et dans la sous-région ouest africaine, notamment le Mali et la Côte d'Ivoire. Les sociétés du Groupe se composent, entre autres, de WENDKUNI BANK INTERNATIONAL (WBI), TELECEL FASO, UAB ASSURANCES, BURKINA MOTO, FASO CRÉDIT, BURKINA TRANSPORT, SKI, SODICOM, SBE, GARAGE MADELAINE, ATEL (Telecel Mali), NAFA LOGISTICS (Mali). Dans le secteur bancaire le lancement des activités de WBI est intervenu en juin 2018 et celui des activités de FASO CRÉDIT, société de microfinance, en juin 2023,,,,. A. Compaoré est également détenteur de participations minoritaires au sein de plusieurs importantes entreprises au Burkina Faso et en Afrique de l'ouest, telles que la société nationale d'assurance SONAR ou MTN Côte d'Ivoire.
Vice-président de la Chambre de Commerce du Burkina en 1986 et 2002, Apollinaire Compaoré a aussi présidé le Conseil national du patronat burkinabé (CNPB) en 2018, avec comme successeur est le banquier Idrissa Nassa,,,,,.
En 2024, Telecel Faso, troisième opérateur mobile au Burkina, a lancé Mobile money, service de transactions financières rapides et sécurisées, concurrent des géants télécoms français et marocain.
Commandeur de l'Ordre national burkinabé depuis 2015, il a aussi été élevé à la dignité de Grand Officier de l'Ordre de l'Etalon, en 2019.